# Коалиција Албанаца Прешевске долине
Коалиција Албанаца Прешевске долине је политичка коалиција Партија за демократско деловање, Демократска унија Албанаца, Покрет демократског прогреса и Група грађана Рахми Зуфин националне мањине Албанаца која делује у Србији.
На изборима за Народну скупштину Србије одржаним у јануару 2007. године, изборна листа „Коалиција Албанаца Прешевске долине“ коју су чиниле само Партија за демократско деловање и Демократска унија Албанаца, освојила је 16.973 гласова, односно 0,42% изашлих бирача, и као мањинска изборна листа, добила је један посланички мандат.